# Doudeauville (Seine-Maritime)
Doudeauville település Franciaországban, Seine-Maritime megyében. Lakosainak száma 110 fő (2022. január 1.). Doudeauville Villers-Vermont, Dampierre-en-Bray, Gancourt-Saint-Étienne, Haussez és Ménerval községekkel határos.

## Népesség
A település népességének változása:
| Lakosok száma | 89   | 89   | 87   | 93   | 98   | 104  | 107  | 110  |
|               | 2013 | 2015 | 2017 | 2018 | 2019 | 2020 | 2021 | 2022 |